# Кхомас
Кхомас (на английски: Khomas) е един от тринадесетте региона на Намибия. Административен център на региона е столицата на страната – Виндхук. Площта му е 36 964 квадратни километра, а населението – 342 141 души (по преброяване от август 2011 г.). Чернокожото население е с най-малък относителен дял спрямо останалите региони. Белите и мулатите (т.нар. „цветни“) съставляват 46,7% от общия брой на жителите.
Кхомас е един от трите региона на Намибия, които нямат външни граници. Съседните му региони са, както следва:
- Еронго на запад.
- Очосондюпа на север.
- Омахеке на изток.
- Хардап на юг.

Регионът е разделен на девет избирателни окръга:
- Хаканана с 59 546 жители
- Катутура с 20 988 жители
- Източна Катутура със 17 737 жители
- Северен Комасдал с 26 621 жители
- Совето с 13 809 жители
- Ванахеда с 29 051 жители
- Виндхук (селски) с 19 908 жители
- Източен Виндхук с 16 643 жители
- Западен Виндхук с 38 969 жители